# Pogonomyrmex brevispinosus
Pogonomyrmex brevispinosus är en myrart som beskrevs av Arthur C. Cole 1968.
Pogonomyrmex brevispinosus ingår i släktet Pogonomyrmex och familjen myror. Inga underarter finns listade i Catalogue of Life.

## Bildgalleri

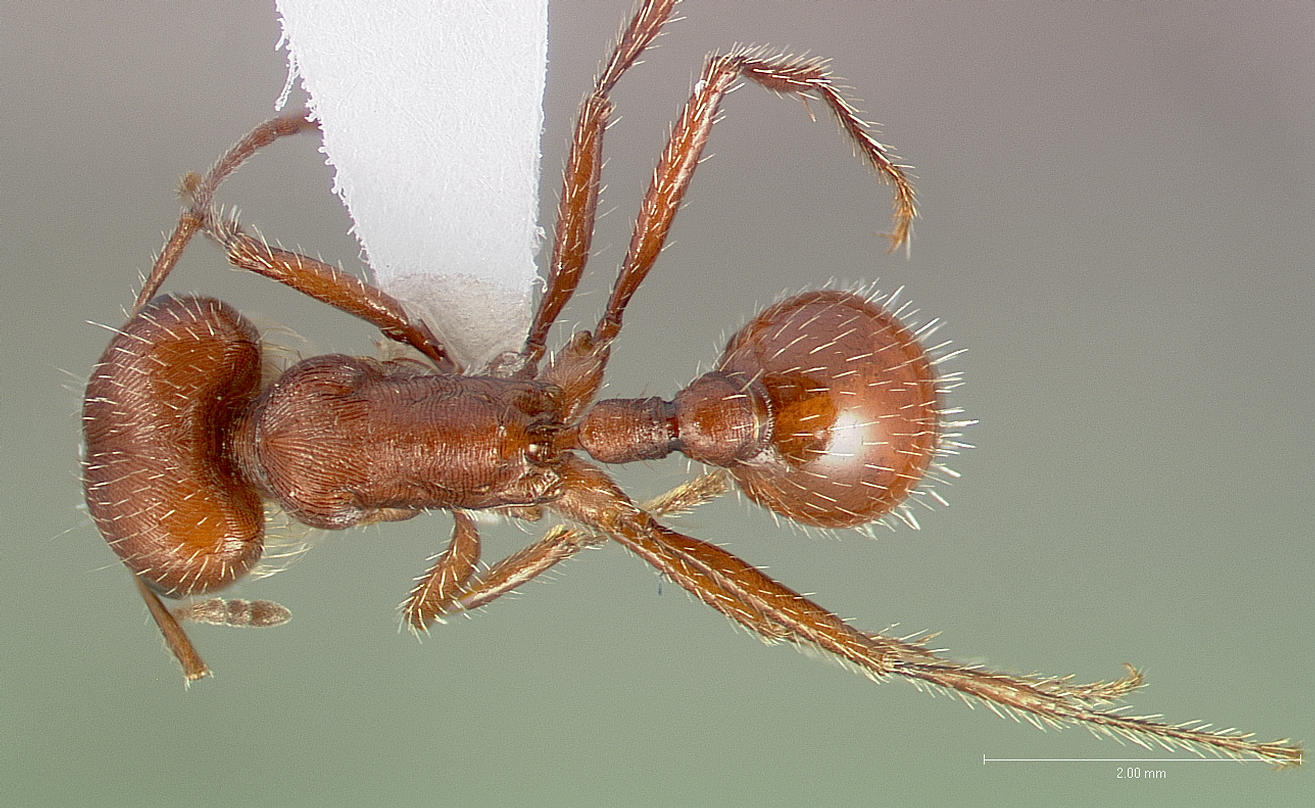
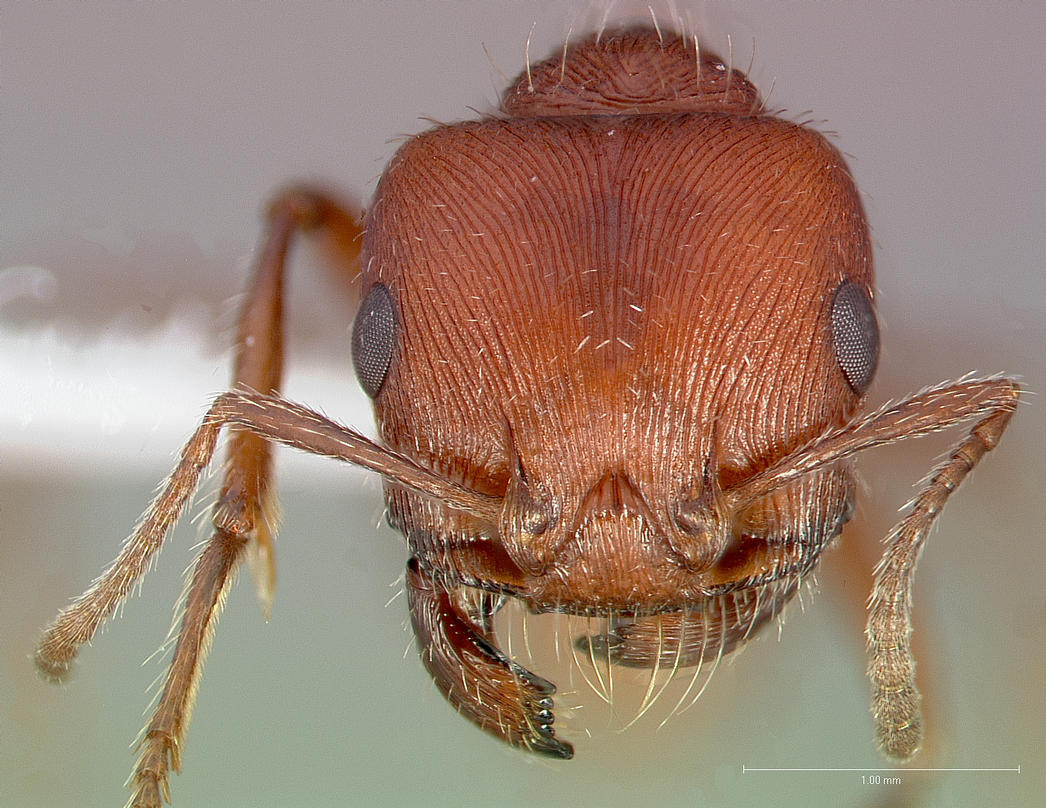
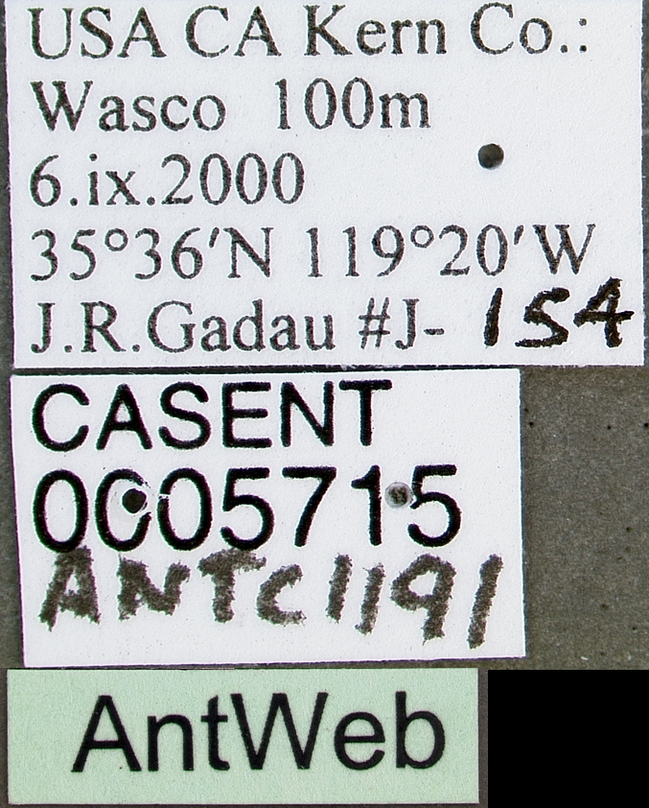
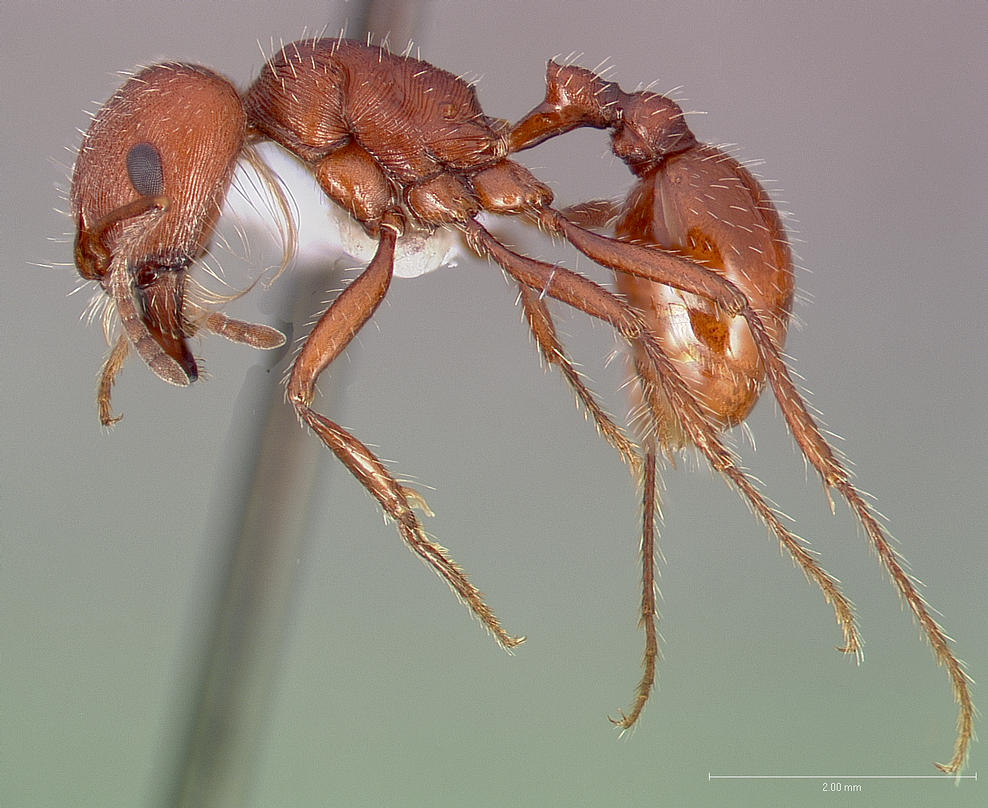